# Red Bull Ring
Red Bull Ring (dříve A1 Ring, ještě dříve Österreichring) je závodní okruh, nacházející se poblíž Spielbergu ve Štýrsku v Rakousku.
Původní název okruhu byl Österreichring, později byl zkrácen a přejmenován na A1 Ring. Nejčastěji hostil závody seriálu Formule 1 v letech 1970 až 1987 a jako nově opravený okruh v letech 1997 až 2003.
V roce 2004 byly strženy tribuny. Ve stejném roce okruh odkoupila společnost Red Bull, která ho v letech 2008 až 2009 zrekonstruovala za 70 mil €.
V září 2010 byl potvrzen pro konání závodu DTM v následujícím roce, v listopadu 2010 se tam uskutečnil 6. závod sezony Formule 2.
V současnosti nejčastěji hostí sérii DTM. V červenci roku 2013 se rozhodlo, že Red Bull Ring bude zařazen do kalendáře Formule 1 pro rok 2014, závod se uskutečnil 22. června 2014 a vyhrál jej Nico Rosberg na Mercedesu.

## Formule 1
| No. | Rok  | Jezdec                | Konstruktér | Motor               | Pneu | Čas           | Délka kola | Počet kol | Rychlost     | Datum        | Grand Prix |
| --- | ---- | --------------------- | ----------- | ------------------- | ---- | ------------- | ---------- | --------- | ------------ | ------------ | ---------- |
| 1   | 1970 | Jacky Ickx            | Ferrari     | Ferrari             | F    | 1:42:17,320 h | 5,911 km   | 60        | 208,035 km/h | 16. srpen    | Rakousko   |
| 2   | 1971 | Joseph Siffert        | B.R.M.      | B.R.M.              | F    | 1:30:23,910 h | 5,911 km   | 54        | 211,858 km/h | 15. srpen    | Rakousko   |
| 3   | 1972 | Emerson Fittipaldi    | Lotus       | Ford                | F    | 1:29:16,660 h | 5,911 km   | 54        | 214,518 km/h | 13. srpen    | Rakousko   |
| 4   | 1973 | Ronnie Peterson       | Lotus       | Ford                | G    | 1:28:48,780 h | 5,911 km   | 54        | 215,640 km/h | 19. srpen    | Rakousko   |
| 5   | 1974 | Carlos Reutemann      | Brabham     | Ford                | G    | 1:28:44,720 h | 5,911 km   | 54        | 215,804 km/h | 18. srpen    | Rakousko   |
| 6   | 1975 | Vittorio Brambilla    | March       | Ford                | G    | 0:57:56,690 h | 5,911 km   | 29        | 177,499 km/h | 17. srpen    | Rakousko   |
| 7   | 1976 | John Watson           | Penske      | Ford                | G    | 1:30:07,860 h | 5,910 km   | 54        | 212,451 km/h | 15. srpen    | Rakousko   |
| 8   | 1977 | Alan Jones            | Shadow      | Ford                | G    | 1:37:16,490 h | 5,942 km   | 54        | 197,914 km/h | 14. srpen    | Rakousko   |
| 9   | 1978 | Ronnie Peterson       | Lotus       | Ford                | G    | 1:41:21,570 h | 5,942 km   | 54        | 189,939 km/h | 13. srpen    | Rakousko   |
| 10  | 1979 | Alan Jones            | Williams    | Ford                | G    | 1:27:38,010 h | 5,942 km   | 54        | 219,689 km/h | 12. srpen    | Rakousko   |
| 11  | 1980 | Jean-Pierre Jabouille | Renault     | Renault             | M    | 1:26:15,730 h | 5,942 km   | 54        | 223,181 km/h | 17. srpen    | Rakousko   |
| 12  | 1981 | Jacques Laffite       | Ligier      | Matra               | M    | 1:27:36,470 h | 5,942 km   | 53        | 215,683 km/h | 16. srpen    | Rakousko   |
| 13  | 1982 | Elio de Angelis       | Lotus       | Ford                | G    | 1:25:02,212 h | 5,942 km   | 53        | 222,204 km/h | 15. srpen    | Rakousko   |
| 14  | 1983 | Alain Prost           | Renault     | Renault             | M    | 1:24:32,745 h | 5,942 km   | 53        | 223,495 km/h | 14. srpen    | Rakousko   |
| 15  | 1984 | Niki Lauda            | McLaren     | Porsche (TAG)       | M    | 1:21:12,851 h | 5,942 km   | 51        | 223,884 km/h | 19. srpen    | Rakousko   |
| 16  | 1985 | Alain Prost           | McLaren     | Porsche (TAG)       | G    | 1:20:12,583 h | 5,942 km   | 52        | 231,132 km/h | 18. srpen    | Rakousko   |
| 17  | 1986 | Alain Prost           | McLaren     | Porsche (TAG)       | G    | 1:21:22,531 h | 5,942 km   | 52        | 227,821 km/h | 17. srpen    | Rakousko   |
| 18  | 1987 | Nigel Mansell         | Williams    | Honda               | G    | 1:18:44,898 h | 5,942 km   | 52        | 235,421 km/h | 16. srpen    | Rakousko   |
|     |      |                       |             |                     |      |               |            |           |              |              | Rakousko   |
| 19  | 1997 | Jacques Villeneuve    | Williams    | Renault             | G    | 1:27:35,999 h | 4,323 km   | 71        | 210,228 km/h | 21. září     | Rakousko   |
| 20  | 1998 | Mika Häkkinen         | McLaren     | Mercedes            | B    | 1:30:44,086 h | 4,319 km   | 71        | 202,777 km/h | 26. červenec | Rakousko   |
| 21  | 1999 | Eddie Irvine          | Ferrari     | Ferrari             | B    | 1:28:12,438 h | 4,319 km   | 71        | 208,587 km/h | 25. červenec | Rakousko   |
| 22  | 2000 | Mika Häkkinen         | McLaren     | Mercedes            | B    | 1:28:15,818 h | 4,326 km   | 71        | 208,792 km/h | 16. červenec | Rakousko   |
| 23  | 2001 | David Coulthard       | McLaren     | Mercedes            | B    | 1:27:45,927 h | 4,326 km   | 71        | 209,977 km/h | 13. květen   | Rakousko   |
| 24  | 2002 | Michael Schumacher    | Ferrari     | Ferrari             | B    | 1:33:51,562 h | 4,326 km   | 71        | 196,344 km/h | 12. květen   | Rakousko   |
| 25  | 2003 | Michael Schumacher    | Ferrari     | Ferrari             | B    | 1:24:04,888 h | 4,326 km   | 69        | 213,003 km/h | 18. květen   | Rakousko   |
|     |      |                       |             |                     |      |               |            |           |              |              | Rakousko   |
| 26  | 2014 | Nico Rosberg          | Mercedes    | Mercedes            | P    | 1:27:54,976 h | 4,326 km   | 71        | 214,518 km/h | 22. červen   | Rakousko   |
| 27  | 2015 | Nico Rosberg          | Mercedes    | Mercedes            | P    | 1:30:16,930 h | 4,326 km   | 71        | 204,160 km/h | 21. červen   | Rakousko   |
| 28  | 2016 | Lewis Hamilton        | Mercedes    | Mercedes            | P    | 1:27:38,107 h | 4,326 km   | 71        | 210,203 km/h | 3. červenec  | Rakousko   |
| 29  | 2017 | Valtteri Bottas       | Mercedes    | Mercedes            | P    | 1:21:48,523 h | 4,326 km   | 71        | 224,757 km/h | 9. červenec  | Rakousko   |
| 30  | 2018 | Max Verstappen        | Red Bull    | Renault (TAG Heuer) | P    | 1:21:56,024 h | 4,326 km   | 71        | 224,233 km/h | 1. červenec  | Rakousko   |
| 31  | 2019 | Max Verstappen        | Red Bull    | Honda               | P    | 1:22:01,822 h | 4,326 km   | 71        | 224,150 km/h | 30. červen   | Rakousko   |
| 32  | 2020 | Valtteri Bottas       | Mercedes    | Mercedes            | P    | 1:30:55,739 h | 4,326 km   | 71        | 202,214 km/h | 5. červenec  | Rakousko   |
| 33  | 2020 | Lewis Hamilton        | Mercedes    | Mercedes            | P    | 1:22:50,683 h | 4,326 km   | 71        | 221,947 km/h | 12. červenec | Štýrsko    |
| 34  | 2021 | Max Verstappen        | Red Bull    | Honda               | P    | 1:22:18,925 h | 4,326 km   | 71        | 223,374 km/h | 27. červen   | Štýrsko    |
| 35  | 2021 | Max Verstappen        | Red Bull    | Honda               | P    | 1:23:54,543 h | 4,326 km   | 71        | 219,132 km/h | 4. červenec  | Rakousko   |
| 36  | 2022 | Charles Leclerc       | Ferrari     | Ferrari             | P    | 1:24:24,312 h | 4,326 km   | 71        | 230,010 km/h | 10. červenec | Rakousko   |
| 37  | 2023 | Max Verstappen        | Red Bull    | Honda RBPT          | P    | 1:25:33,607 h | 4,326 km   | 71        | 214,903 km/h | 2. červenec  | Rakousko   |
| 38  | 2024 | George Russell        | Mercedes    | Mercedes            | P    | 1:24:22,798 h | 4,326 km   | 71        | 217,909 km/h | 30. červen   | Rakousko   |
| 39  | 2025 | Lando Norris          | McLaren     | Mercedes            | P    | 1:23:47,693 h | 4,326 km   | 70        | 216,738 km/h | 29. červen   | Rakousko   |

## Verze okruhu

Trať od roku 1969
Trať od roku 1977
Porovnání Österreichringu a A1-Ringu
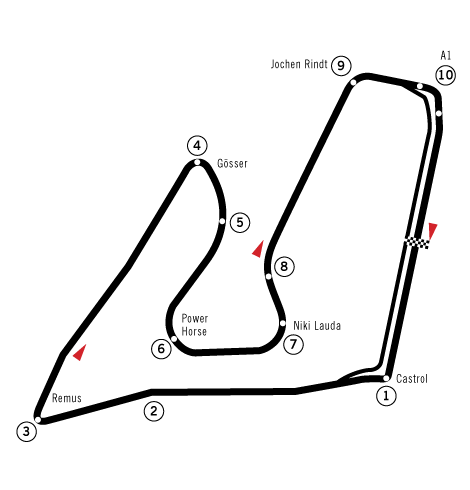
Trať od roku 1996
Navržená podoba okruhu v roce 2005
Trať od roku 2011
Pohled na trať z roku 2020
Motocyklový okruh od roku 2022